# アリカ
株式会社アリカ（英: ARIKA CO.,LTD.）は、日本のゲーム会社。コンピュータエンターテインメント協会正会員。

## 歴史
1995年11月、「株式会社アームテック」として設立。代表取締役はカプコンの開発出身である西谷亮。
1996年3月、「株式会社アリカ」に商号変更した。社名のアリカは西谷の名前を逆さ読み（AKIRA→ARIKA）にしたことに由来する。

## 開発タイトル

### 業務用（アーケード）ゲーム
| 稼働年 | 稼働月 | タイトル                                          |
| ------ | ------ | ------------------------------------------------- |
| 1996年 | 12月   | ストリートファイターEX                            |
| 1997年 | 3月    | ストリートファイターEX PLUS                       |
| 1998年 | 5月    | ストリートファイターEX2                           |
| 1998年 | 8月    | テトリス ザ・グランドマスター                     |
| 1998年 | 12月   | ファイティングレイヤー                            |
| 1999年 | 7月    | ストリートファイターEX2 PLUS                      |
| 2000年 | 10月   | テトリス ジ・アブソリュート ザ・グランドマスター2 |
| 2002年 | 7月    | テクニクビート                                    |
| 2005年 | 2月    | テトリス ザ・グランドマスター3 -Terror Instinct-  |
| 2005年 | 12月   | 超ドラゴンボールZ                                 |
| 2006年 | 4月    | ドルアーガオンライン THE STORY OF AON             |
| 2020年 | 9月    | ストリートファイターV                             |

### 家庭用ゲーム[2]
| 発売年 | 発売日   | タイトル                                               | 備考                                   |
| ------ | -------- | ------------------------------------------------------ | -------------------------------------- |
| 1997年 | 7月17日  | ストリートファイターEX PLUS α                          |                                        |
| 1999年 | 8月5日   | アニメチックストーリーゲーム(1) カードキャプターさくら |                                        |
| 1999年 | 12月24日 | ストリートファイターEX2 PLUS                           |                                        |
| 2000年 | 1月27日  | カードキャプターさくら クロウカードマジック            |                                        |
| 2000年 | 3月4日   | ストリートファイターEX3                                |                                        |
| 2000年 | 8月10日  | テトリス with カードキャプターさくら エターナルハート  |                                        |
| 2001年 | 1月25日  | テクニクティクス                                       |                                        |
| 2001年 | 8月9日   | エバーブルー                                           |                                        |
| 2001年 | 12月20日 | 対局麻雀 ネットでロン!                                 |                                        |
| 2002年 | 8月8日   | エバーブルー2                                          |                                        |
| 2002年 | 11月7日  | テクニクビート                                         |                                        |
| 2003年 | 3月6日   | ロックマンエグゼ トランスミッション                    |                                        |
| 2003年 | 4月10日  | 怒首領蜂 大往生                                        |                                        |
| 2004年 | 6月17日  | エスプガルーダ                                         |                                        |
| 2004年 | 7月29日  | ザ・ナイトメア・オブ・ドルアーガ 不思議のダンジョン    |                                        |
| 2005年 | 10月27日 | ツバサクロニクル                                       |                                        |
| 2005年 | 12月10日 | テトリス ザ・グランドマスターエース                    |                                        |
| 2006年 | 4月20日  | ツバサクロニクル Vol.2                                 |                                        |
| 2006年 | 6月29日  | 超ドラゴンボールZ                                      |                                        |
| 2007年 | 8月2日   | FOREVER BLUE                                           |                                        |
| 2008年 | 3月25日  | Dr.MARIO & 細菌撲滅                                    |                                        |
| 2008年 | 12月24日 | ちょっとDr.MARIO                                       |                                        |
| 2009年 | 9月2日   | あぁ無情 刹那                                          |                                        |
| 2009年 | 9月17日  | FOREVER BLUE 海の呼び声                                |                                        |
| 2011年 | 2月26日  | とびだす!パズルボブル 3D                               |                                        |
| 2011年 | 6月7日   | 3Dクラシックス エキサイトバイク                        |                                        |
| 2012年 | 2月16日  | 鉄拳 3D プライム エディション                          |                                        |
| 2013年 | 6月20日  | クマ・トモ                                             |                                        |
| 2014年 | 1月15日  | Dr.LUIGI & 細菌撲滅                                    |                                        |
| 2015年 | 5月31日  | Dr.MARIO ギャクテン!特効薬 & 細菌撲滅                  |                                        |
| 2018年 | 6月28日  | ファイティングEXレイヤー                               |                                        |
| 2019年 | 2月14日  | TETRIS 99                                              | Nintendo Switch Online加入者用特典     |
| 2020年 | 9月16日  | ストリートファイターV                                  | キャラクターハイモデルを製作している。 |
| 2020年 | 10月1日  | SUPER MARIO BROS. 35                                   | Nintendo Switch Online加入者用特典     |
| 2021年 | 4月1日   | FIGHTING EX LAYER ANOTHER DASH                         |                                        |
| 2021年 | 4月8日   | PAC-MAN 99                                             | Nintendo Switch Online加入者用特典     |
| 2022年 | 3月10日  | チョコボGP                                             |                                        |
| N/A    | N/A      | 鉄拳7                                                  | アップデート版を担当している。         |
| 2024年 | 1月26日  | 鉄拳8                                                  | 一部開発。                             |
| 2024年 | 5月2日   | FOREVER BLUE LUMINOUS                                  | サウンド以外の開発                     |
| 2025年 | 4月4日   | TETRIS THE GRANDMASTER4 -ABSOLUTE EYE-                 |                                        |

## メディアとのかかわり
アリカは社員がメディアに積極的に登場することで知られている。新声社のゲーム雑誌『ゲーメスト』内の広告漫画『そんなんARIKA』（小林真文）では、副社長の三原一郎が登場し、小林に理不尽なミッションを押し付けるといった特異なキャラクターで描かれている。三原はそれ以外にも、伊集院光が司会を務めるゲーム番組『GameWave』などに顔を出し自ら宣伝を行い、私物のゲーム基板を視聴者や降板するアシスタントにプレゼントにしたこともあった。
なお、三原はCLAMPの漫画『エンジェリックレイヤー』および『ちょびっツ』に登場する登場人物、三原一郎のモデルにもなっている。三原は大学時代にCLAMPメンバーの一部と知り合いであり、卒業後は縁が無かったが、アリカ創設時にマスコットキャラクター作成を依頼してから付き合いが再開されたと『そんなんARIKA』で語られている（ただしマスコットキャラクターは使用されなかった）。また、小林が産休を取った時にはCLAMPが代筆をしたこともある。